# ネイチャー ジオサイエンス
ネイチャー ジオサイエンス（英語: Nature Geoscience）とは、ネイチャー・パブリッシング・グループによって月1回発刊される査読科学雑誌である。主筆はハイケ・ランゲンバーグであり、2008年1月に発刊された。

## 掲載範囲
地球科学に関する様々な観点をカバーする学術雑誌で、理論、モデリング、フィールドワーク等も雑誌の掲載範囲となっている。気象学、地質学、地球物理学、気候学、海洋学、古生物学等の深く関連する学問の論文も掲載範囲となっている
。

## データベース
以下のデータベースによってこの雑誌は記録されている。
- CAB Abstracts
- Chemical Abstracts/CASSI
- Science Citation Index
- Current Contents/Physical, Chemical & Earth Sciences
- GeoRef

Journal Citation Reportsによると、2014年のインパクトファクターは11.74であった。